# M/V Mignon
M/V Mignon är ett fartyg som är byggt för Walleniusrederierna. Det är 227,9 meter lång, 32,3 meter bred och har 11 meters djupgående. Mignon är systerfartyg med Boheme, Don Juan, Don Pasquale, Don Qarlos, Don Quijote, Elektra, Manon, Titus, Turandot och Undine.